# Bosque sagrado

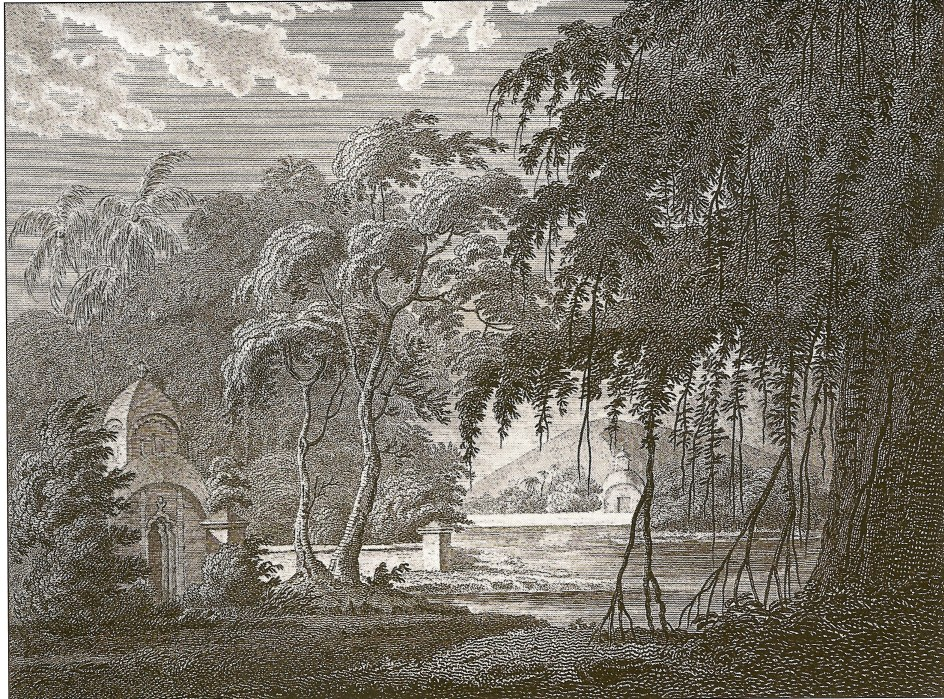
Bosque sagrado hindú cerca de Chandod a orillas del río Narmada, dibujado por James Forbes, 1782.

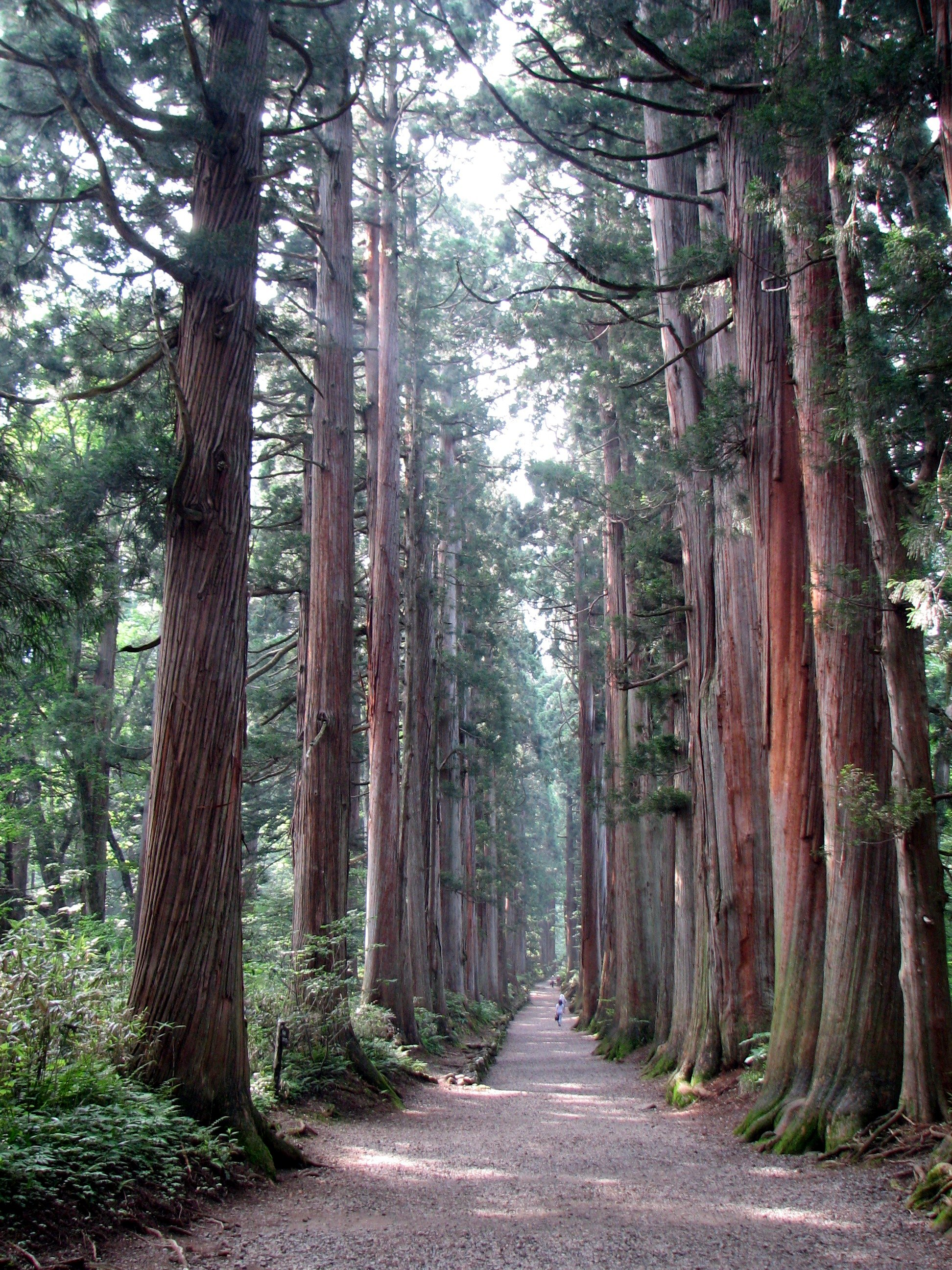
Avenida de cryptomerias, árbol sagrado japonés, en dirección al santuario de Togakushi, en Nagano

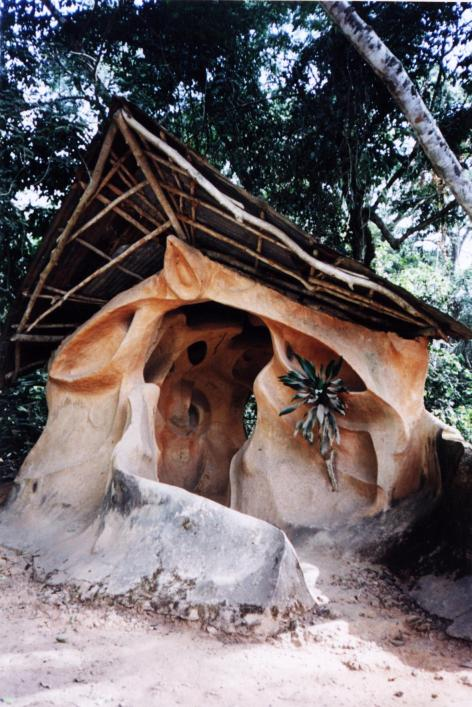
Escultura en el bosque sagrado de Osun-Osogbo.

Un bosque sagrado es un bosque o bosquecillo que tiene una importancia religiosa especial para una cultura determinada. Los bosques sagrados eran muy abundantes en la Europa prehistórica y el Cercano Oriente, pero se encuentran en todo el mundo. Eran muy importantes en la mitología y en las prácticas religiosas de los celtas, bálticos,  germanos, antiguos griegos, pueblos del Cercano Oriente, romanos y eslavos, y también existían y existen todavía en India, Japón y África Occidental. 
Ejemplos de bosque sagrado son los temenos grecorromanos, el hörgr noruego y el nemeton celta, asociado con las prácticas druídicas. Durante las Cruzadas, era común construir iglesias en los lugares de los antiguos bosques sagrados.

## Oriente Próximo
En Labraunda, en la costa de Caria, se ha descubierto un gran santuario que Heródoto situó en un gran bosque sagrado de Platanus de los antiguos habitantes de Caria. En Siria, había un bosque sagrado consagrado a Adonis en Apheca.

## Grecia y Roma
El bosque sagrado más famoso de la antigua Grecia era el robledal de Dodona. En Grecia, en el lugar donde se hallaba la Academia de Atenas había un bosque sagrado de olivos, todavía mencionado como "el bosque de la Academia". Muy conocidos por todos eran también, gracias a Homero, los bosques consagrados a Perséfone. Por último, el divino Olmeo, al pie del monte Helicón. 
En el centro de Italia, la villa de Nemi recibe el nombre de nemus Aricinu o bosque de Ariccia. Antiguamente, aquí no había casas, únicamente el templo de Diana Nemorensis, lugar que sirvió de inspiración a James Frazier para escribir La rama dorada.
Detrás de la Casa de las Vestales, en el extremo del Foro Romano, hubo un bosque sagrado que se quemó en el gran incendio de Roma del año 64.
En la villa de Spoleto, en Umbria, dos piedras de finales del siglo III a. C. , escritas en antiguo latín, establecen castigos por la profanación de los bosques dedicados a Júpiter (Lex Luci Spoletina). Se encuentra en el Museo Arqueológico Nacional de Spoleto.
En el jardín de Bomarzo hay un bosque sagrado, el Bosco Sacro.
La ciudad de Marsella, colonia griega, tenía un bosque sagrado que cortó Julio César para facilitar el asedio. Este bosquecillo fue inmortalizado por el poeta Lucano en su Farsalia.

## Países bálticos
El principal santuario y bosque sagrado de esta región se encontraba en Romuva, en el occidente de Sambia, una de las regiones de la antigua Prusia pagana. El exterminio de los bosques sagrados fue llevado a cabo tras la cristianización, en Lituania en 1387 y en Samogitia en 1413. Algunos bosques, como el de Šventybrastis, aun sobreviven. En lituano se denominan alka.

## Escandinavia
Los bosques sagrados eran una de las características de la mitología escandinava. El más importante era el templo de Upsala, en Gamla Uppsala, donde cada árbol era considerado sagrado. La práctica del blót, el sacrificio ritual, se realizada en lunds o bosques sagrados. De acuerdo a la leyenda, los reyes tenían que sacrificar nueve machos de cada especie en los bosques sagrados cada nueve años.
Los pueblos germánicos también adoraban los árboles y utilizaban el concepto de bosque sagrado.

## Celtas
Los celtas usaban los bosques sagrados, llamados nemeton en galés, para celebrar sus rituales. La deidad relacionada era normalmente Nemetona y los druidas dirigían estos rituales. Se han encontrado bosques sagrados en Alemania, Suiza, la República Checa, Hungría, Francia (en muchos sitios de la antigua Galia) y en Inglaterra y el norte de Irlanda. Su esplendor duró hasta la invasión romana de la Galia en el siglo I a. C.
Uno de los nemeton mejor conocidos era el bosque de Névet cerca de Locronan en Bretaña, Francia, un gran cuadrilátero de unos 10 km de perímetro, con doce puntos importantes que representan los doce meses del año celta, probablemente marcados por menhires. 
Los nemetones están en ocasiones protegidos por una valla de madera, como indica el término alemán Viereckschanze: espacio cuadrangular rodeado por una acequia y cerrado por una empalizada de madera.
Muchos de estos bosques, como el bosque sagrado de Dídima, en Turquía, se cree que fueron nemetones protegidos por los druidas de acuerdo a la mitología celta. Según Estrabón, el santuario central en Galacia, en Turquía, era conocido como el Drumeneton. Algunos mantuvieron su categoría, como el de Dídima, pero la mayoría fueron víctimas de los cambios.

## India
En la India, los bosques sagrados están dispersos por todo el país. Sin protección oficial, solo algunas ONG trabajan con las comunidades locales para su protección. Cada bosque está asociado a una deidad, y tienen diferentes denominaciones según el lugar de la India. La mayoría de deidades son hindúes, aunque algunos bosques tienen orígenes islámicos y budistas. Algunos lugares no son propiamente bosques, sino que son zonas de matorrales, ya que hay lugares sagrados de este tipo desde el desierto del Thar, en Rajastán, mantenido por los bishnois, hasta el bosque lluvioso de los Ghats occidentales de Kerala. La mayor abundancia se da en los estados de Himachal Pradesh, en el norte, y de Kerala en el sur. 
Hay en torno a 14.000 bosques sagrados conocidos en la India, convertidos en reservas de fauna y flora poco comunes. Pero algunos expertos consideran que podría haber más de cien mil, con problemas como la urbanización, la sobreeexplotación de recursos y la destrucción del medio ambiente.

## África

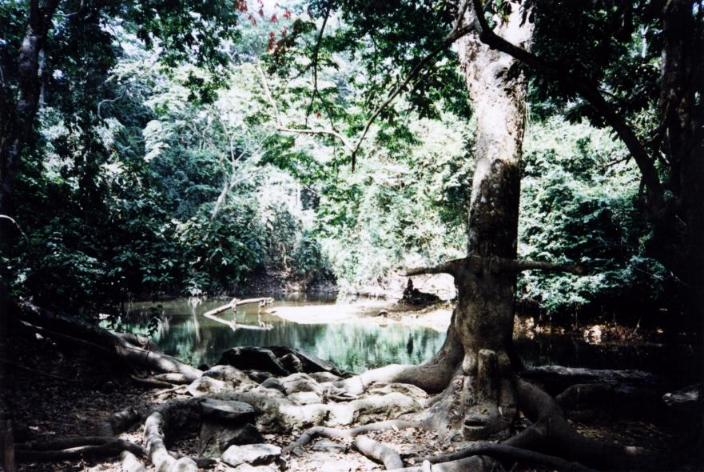
Río Osun en Osogbo - estado de Osun - Nigeria - África

En toda el África negra hay bosques sagrados. Probablemente, los más conocidos sean los bosques sagrados de Ghana, en el oeste de África Occidental. Uno de los más conocidos es el de Buoyem, en Techiman, en la región de Brong-Ahafo, donde tiene refugio cerca de 20.000 murciélagos del suborden Megachiroptera. 
En la capital del antiguo Imperio de Ghana, en Kumbi Saleh, había un bosque sagrado, llamado al-gâba, donde los soninké practicaban sus rituales. En la actualidad, muchos de estos bosques están bajo protección, como el de Amweam, en la Reserva Forestal de Esukawkaw. Son importantes los bosques sagrados que ocupan zonas de bosque y sabana en la costa de Ghana.
En Nigeria existen desde la prehistoria; el más importante es el bosque sagrado de Osun-Osogbo, patrimonio de la humanidad, junto a la ciudad de Osogbo, una de las últimas zonas vírgenes de Nigeria, dedicado al dios de fertilidad la mitología yoruba, donde se han instalado santuarios y esculturas.
Otros bosques sagrados africanos son el bosque Kaya, de Kenia, el bosque Sheka, de Etiopía, y el bosque sagrado de la comunidad de Oussouye o Usuy, en Senegal.
El baobab se considera árbol sagrado en casi todos los países.

## Japón
La antigua palabra japonesa morí (森), bosque, puede ser escrita 杜, bosque sagrado, o 社, santuario. Los bosques sagrados en Japón, suelen estar asociados a los santuarios shinto o jinda. La cryptomeria es un tipo de árbol venerado en las prácticas shinto.
El bosque shinto más conocido es el de Atsuta-ku, en Nagoya, de 1.500 hectáreas y asociado al santuario de Kashima. Otro santuario importante es el de de Kamo, que tiene en su entorno el bosque sagrado de Tadasu no Mori, en las riberas del río Kamo, al noroeste de Kioto. 
En Okinawa existe un tipo de bosque sagrado asociado a la religión ryukyuan; son utakis, lugares de adoración, entre los que destaca Seifa-utaki, patrimonio de la humanidad, una caverna triangular con un bosque sagrado muy raro, con árboles como el kubanoki y el yabunikkei o Cinnamomum japonicum.
Aokigaraha, conocido como Mar de Árboles, es un bosque de 35 kilómetros cuadrados ubicado al noroeste de la base del Monte fuji entre la prefectura de yamanashi y shizuoka, Japón. Este lugar es sumamente peligroso; se le decretó así por ser el lugar favorito de muchos japoneses para suicidarse.